# Blepharis aequisepala
Blepharis aequisepala är en akantusväxtart som beskrevs av K. Vollesen. Blepharis aequisepala ingår i släktet Blepharis och familjen akantusväxter. Inga underarter finns listade i Catalogue of Life.